# Vesec (Kovářov)
Vesec (německy Wesetz) je vesnice, část obce Kovářov v okrese Písek v Jihočeském kraji. Leží 1,7 kilometru od Kovářova.

## Historie
První písemná zmínka o vesnici pochází z roku 1223. Do 15. století vlastnili obec vladykové z Vesce. Potom získal vesnici Kovářovský statek. Od 17. století vlastnilo vesnici Orlické panství. V roce 1848 měl Vesec společně s nedalekým Slavoňovem 168 obyvatel a 17 domů. V roce 1910 to bylo 240 obyvatel v 28 domech. V roce 1930 152 obyvatel a 30 čísel popisných. Sbor dobrovolných hasičů byl založený roku 1901. V roce 1903 byla postavena silnice, která vesnicí prochází a spojuje Kovářov a Kostelec nad Vltavou.
Narodil se zde Augustin Zítek.

## Obyvatelstvo
| Rok            | 1869 | 1880 | 1890 | 1900 | 1910 | 1921 | 1930 | 1950 | 1961 | 1970 | 1980 | 1991 | 2001 | 2011 | 2021 |
| -------------- | ---- | ---- | ---- | ---- | ---- | ---- | ---- | ---- | ---- | ---- | ---- | ---- | ---- | ---- | ---- |
| Počet obyvatel | 244  | 239  | 239  | 210  | 205  | 172  | 152  | 139  | 162  | 125  | 96   | 82   | 79   | 68   | 61   |
| Počet domů     | 25   | 26   | 27   | 28   | 29   | 29   | 30   | 32   | 38   | 34   | 25   | 28   | 39   | 40   | 45   |

## Obecní správa
Při sčítání lidu v letech 1850–1879 Vesec byl osadou obce Sobědraž v okrese Milevsko. V letech 1880–1929 byl osadou obce Přílepov v okrese Milevsko. V letech 1930–1963 byl samostatnou obcí v okrese Milevsko. V letech 1964–1990 byl osadou obce Kostelec nad Vltavou v okrese Písek. Od 22. března 1990 je částí obce Kovářov v okrese Písek. V letech 1930–1963 k obci patřila Kotýřina.

## Pamětihodnosti

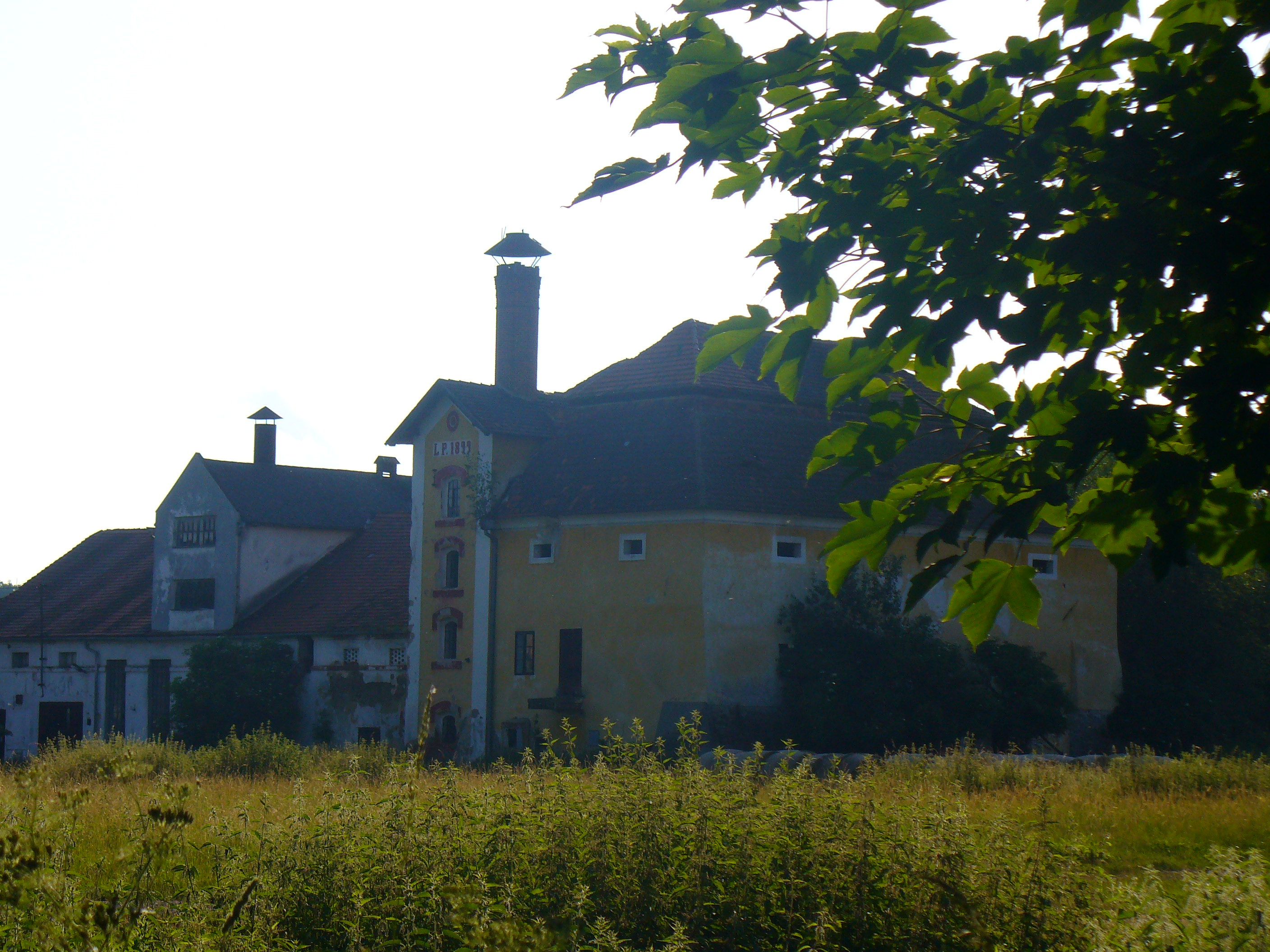
Bývalý pivovar

### Anděl
Betonová socha anděla není jedinou památkou, která se ve vesnici nachází. Anděl leží v půli cesty mezi Kovářovem a Vescem na velikém kameni. Rozměry tohoto kamene jsou: délka 7,5 metru, šířka 4,5 metru, výška 1,5 metru.
Původně tato 150 centimetrová vysoká socha stála na místním kovářovském hřbitově na hrobě rodiny Zítkovy z obce. Když došlo k opravě hrobu byla socha převezena na soukromé pole a tam umístěna. V roce 2006 byla restaurována.

### Kaple svatého Jana Nepomuckého
Dominantou návsi je kaple se zvonicí, která je zasvěcená svatému Janu Nepomuckému. Postavena byla v letech 1857–1858. Peníze na její vnitřní výzdobu věnovali místní občané. Uvnitř kaple je socha Panny Marie Lurdské. Opravena byla v dvacátém století.

### Kříž před kaplí.
Kamenný kříž před kaplí je z roku 2008 a je na místě původního kříže. Ten zde byl ještě před stavbou kaple. Ale byl poničený, tak byl nahrazen litinovým křížkem a posléze podle původních předloh byl vytesán tento nový kříž. 

### Boží muka
Boží muka jsou poblíž vesnice, u cesty na Pechovu Lhotu. Jsou zděná, mají čtvercový půdorys a jsou z roku 1898.

### Další drobné sakrální památky ve vesnici
- Smetanův kříž je železný na kamenném podstavci. Nachází se u silnice vedoucí z vesnice do Kovářova. Byl postavený jako připomínka tragické nehody. Pan Smetana jel na trh. Zde na tomto místě se splašili koně hejnem koroptví a vozka si při pádu zapíchl dýmku do krku. Smrtelným zraněním podlehl.[12]
- Krejčův kříž je u bývalé cesty ze vsi na Kovářov. Byl poničený, zůstalo z něj jen torzo podstavce. Ale za pomoci místních občanů byl opět vztyčen a opraven v roce 2008.[13]
- Křížův kříž se nalézá v lese poblíž vesnice. Je také postavený na počest padlého vojína z první světové války. Na spodní části podstavce je umístěna podobenka Josefa Kříže.[14]

### Skalní brána
K další zajímavosti ve vsi patří přírodní skalní brána v nedalekém lesíku u vesnice.

## Slavoňov
Slavoňov je vesnice patřící pod Vesec. Velkou část zabírá bývalý lihovar z konce 19. století. První písemná zmínka o Slavoňově pochází z roku 1324. Renesanční zámek z 16. století, který byl evidován jako kulturní památka, byl v roce 1976 z památkové ochrany vyjmut a v roce 1981 byl zbořen. Velkou část vsi zabírá dnes zchátralá budova pivovaru z konce 17. století, původní pivovar zde ale stál mnohem dříve. Slavoňov leží půl kilometru od Vesce. V roce 1930 zde žilo 26 obyvatel a byly evidovány 4 popisná čísla.

### Socha svatého Jana Nepomuckého
Socha svatého Jana Nepomuckého se nachází na soukromém pozemku v části vesnice Vesec, ve Slavoňově. Původně byla umístěna u vjezdu do dnes již zrušeného zámečku. Socha je evidována v Soupise památek historických a uměleckých v království českém od pravěku do počátku XIX století z roku 1898.
Jde o dílo z dílny sochaře Ferdinanda Maxmiliána Brokoffa. Pochází z roku 1730 a byla opravena studenty Sochařské akademie v Praze roku 1998.

### Smetanův kříž
Kamenný Smetanův kříž se nachází u dnes již zrušené cesty ze Slavoňova na Radvánov. Kříž byl umístěný na kameni Na Vápence, uprostřed pole. Jde o připomínku tragické a nevysvětlené události z roku 1916. Na tomto místě byli nalezeni dva zastřelení lidé. Jednalo se o hajného Ptáčka a zřejmě pytláka z nedalekého Záluží výměnkáře Smetanu. Podle zápisu v rodinné kronice se příběh udál takto: V neděli ráno, když se lidé scházeli na mši do kostela, byl nalezen vedle žulového balvanu mrtvý hajný Ptáček. Jeho flinta byla položena na kameni. Zhruba deset kroků od něj se nacházela mrtvola výměnkáře Smetany. Jeho puška byla nalezena vedle něj. Na místě byl přítomen nadlesní, adjunkt, strážmistr, starosta Vesce, i Radvánova. Na místě se nacházela také zhroucená manželka, matka tříměsíční dcery, čerstvá vdova po třicetiletém hajném. Tuto zprávu dozvěděla náhodně. Když se hajný nevrátil domů, hledala ho. Při ohledání mrtvoly hajného místním lékařem z nedalekého Kovářova byl nalezen smotek obvazu v ráně na levém boku. Výměnkář měl na zádech kolečko z broků. Zranění odpovídalo ráně z pušky ze vzdálenosti deset metrů. Po ohledání byly obě ztuhlé, strnulé mrtvoly odvezeny na voze do Slavoňova. Druhý den na místě provedl ohledání a pitvu soudní lékař z Milevska. Pohřeb hajného Ptáčka se konal na kosteleckém hřbitově, výměnkáře Smetany na kovářovském. Pohřební průvod hajného byl slavný, za účasti paní kněžny, vysokých panských úředníků a lidu z blízkých vesnic. Na panském poli u Slavoňova, na žulovém balvanu byl postaven buď vdovou nebo lesní správou kamenný kříž, který upomíná dva zmařené lidské životy pro pytláctví. Vysvětlení, jak k celé tragédii došlo, nebylo jednoznačné a zavdávalo příležitost k různým dohadům. Podle jedné verze, byl tu noc uspořádán veliký zátah na pytláky a mrtvoly obou zastřelených byly na toto místo přeneseny. Podle této verze, výměnkář pytlačil na schwarzenberském panství a když byl přistižen, tak zastřelil hajného. Ostatní hajní, kteří na něj také číhali, ho poté zastřelili a obě mrtvá těla odnesli z lesa na pole. Podle další verze, podle úřední protokolu, se jednalo o nešťastnou náhodu. Hajný měl podle svolení vrchnosti možnost odstřelit si divokého králíka. Vydal se časně ráno střelit si na nedělní oběd králíka. V poli Na Vápence uviděl čekajícího pytláka. Podle vrchnostenského nařízení měl nakázáno odebrat pytlákovi pušku. Tak se k němu nehlučně přikradl do těsné blízkosti a snažil se mu flintu vzít. Při nastalé tahanici s výměnkářem Smetanou vyšla ze zbraně rána. Hajný dostal zásah do boku. Výměnkář, náruživý pytlák se dal na útěk. Zraněný hajný ještě vypálil po prchajícím. Zasáhl jej do zad. Poté se hajný pokoušel ránu ucpat provizorním obvazem, ale rána byla smrtelná.

## Galerie

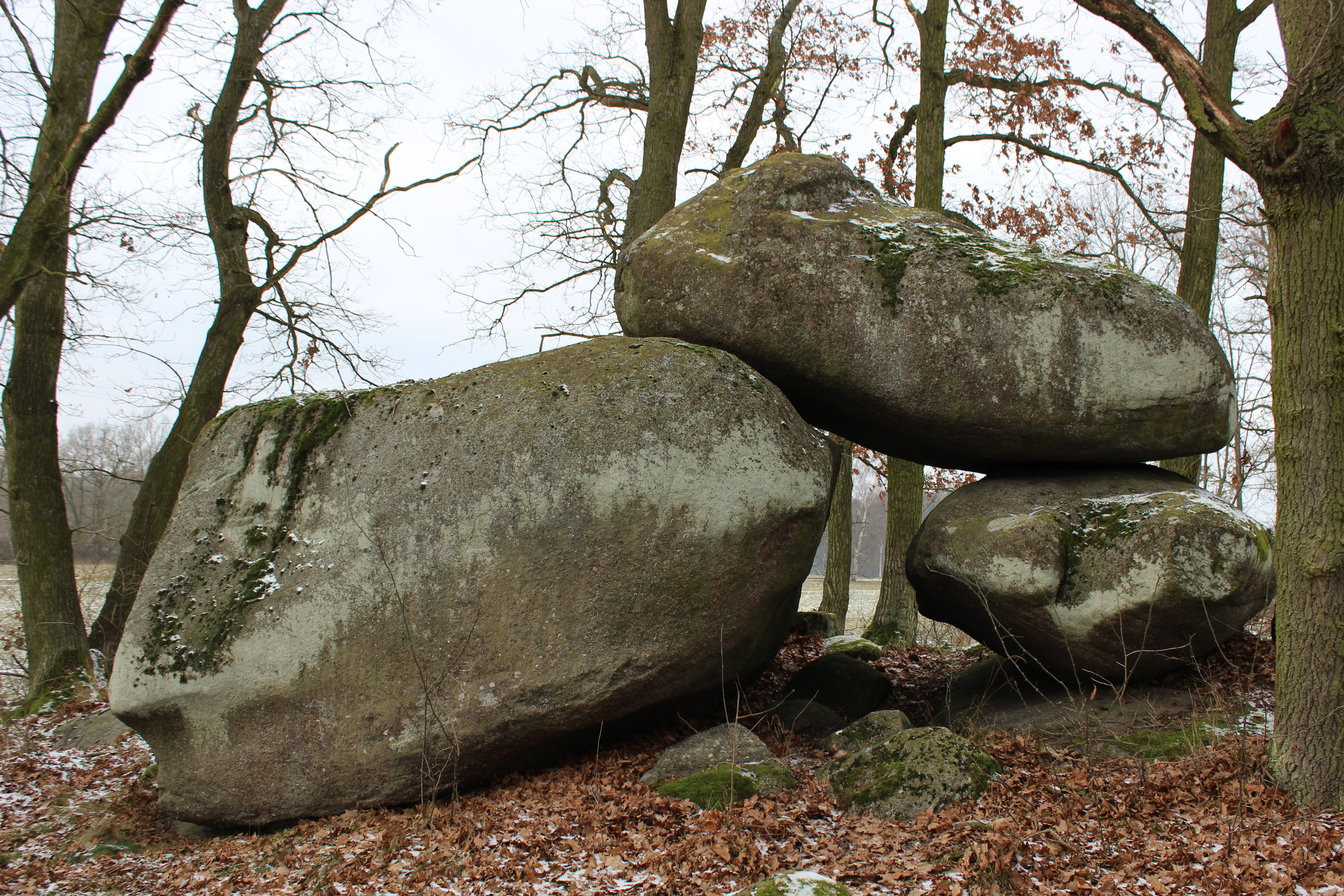
Skalní brána
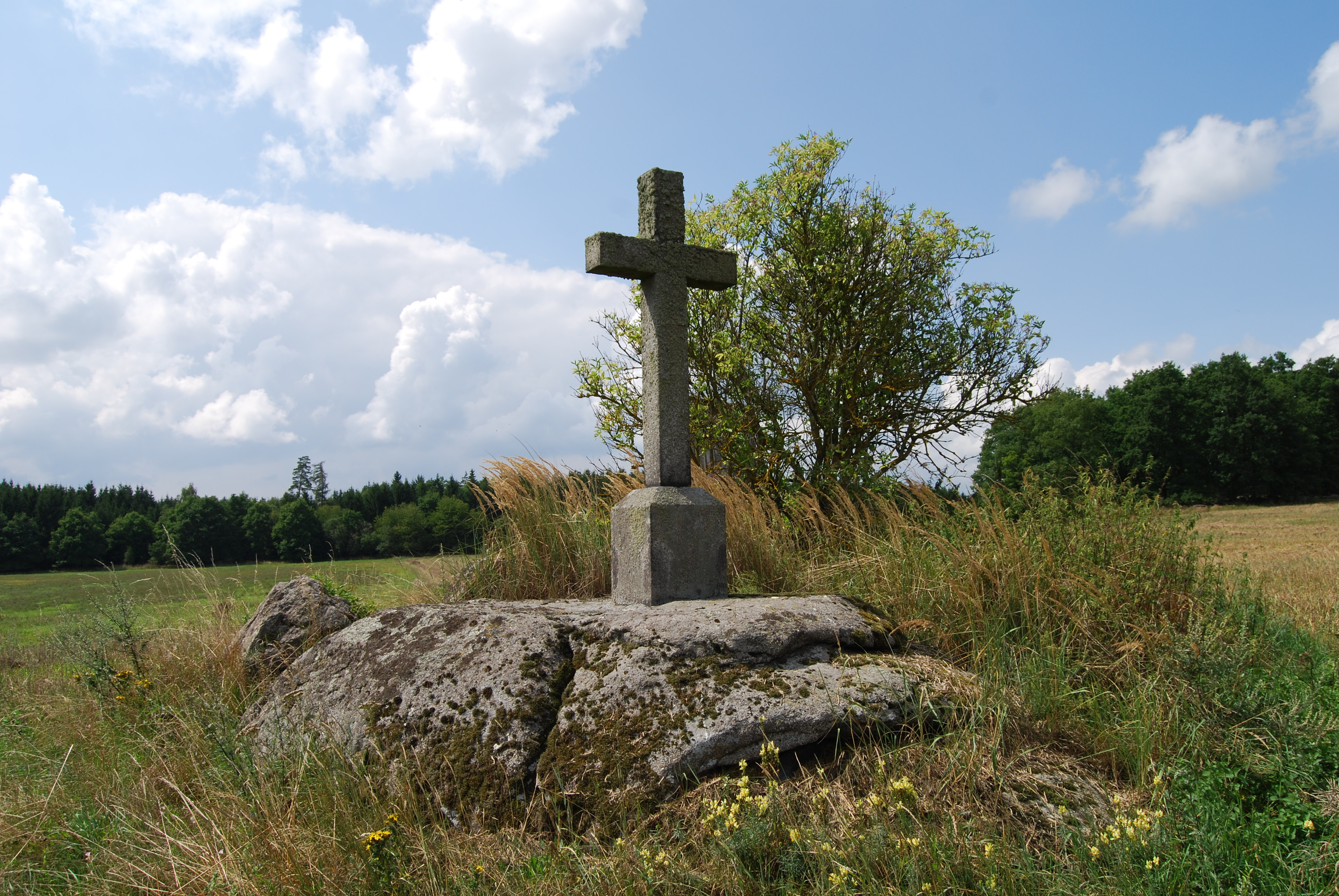
Smetanův kříž u zrušené cesty ze Slavoňova na Radvánov
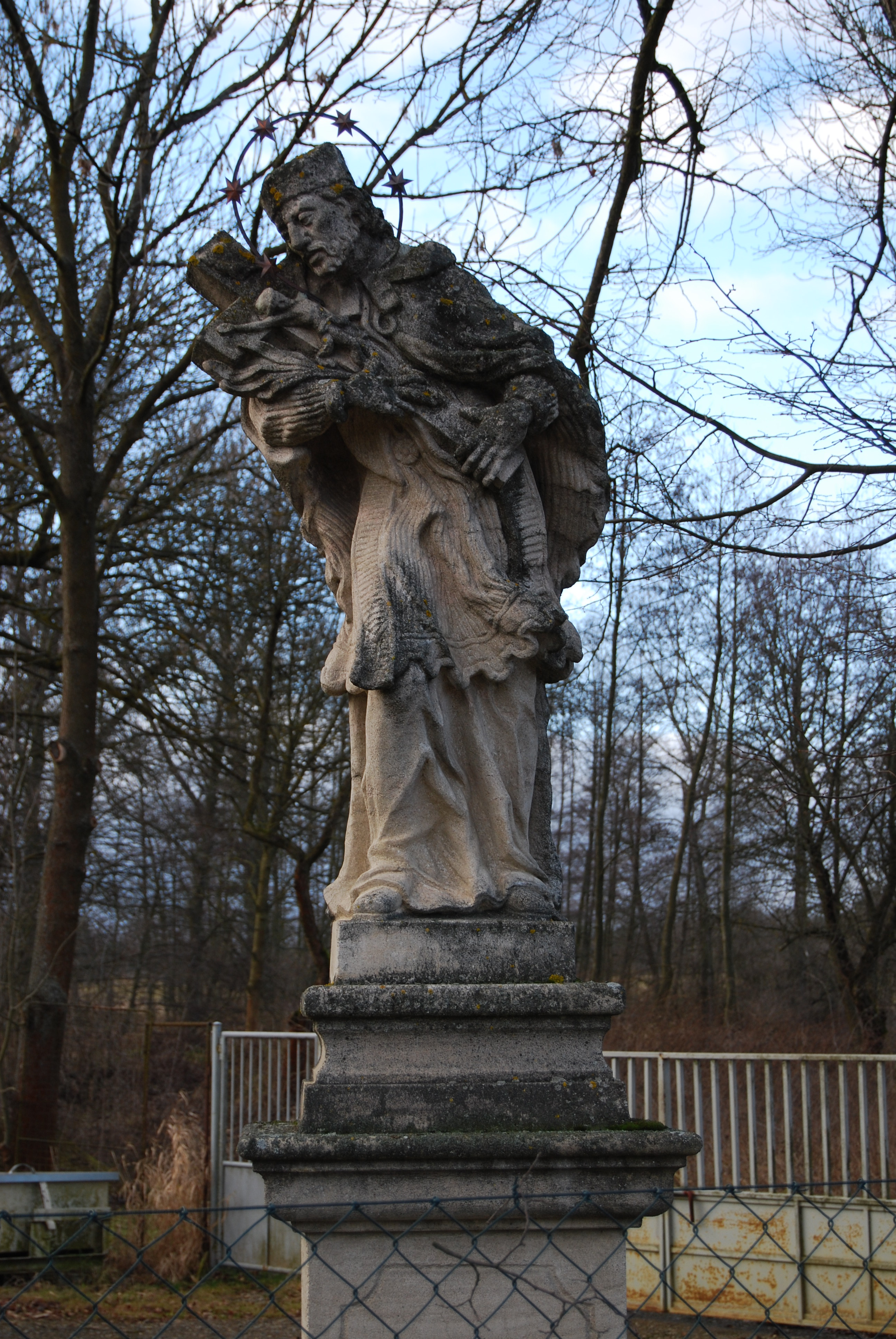
Slavoňov (Vesec) Socha svatého Jana Nepomuckého
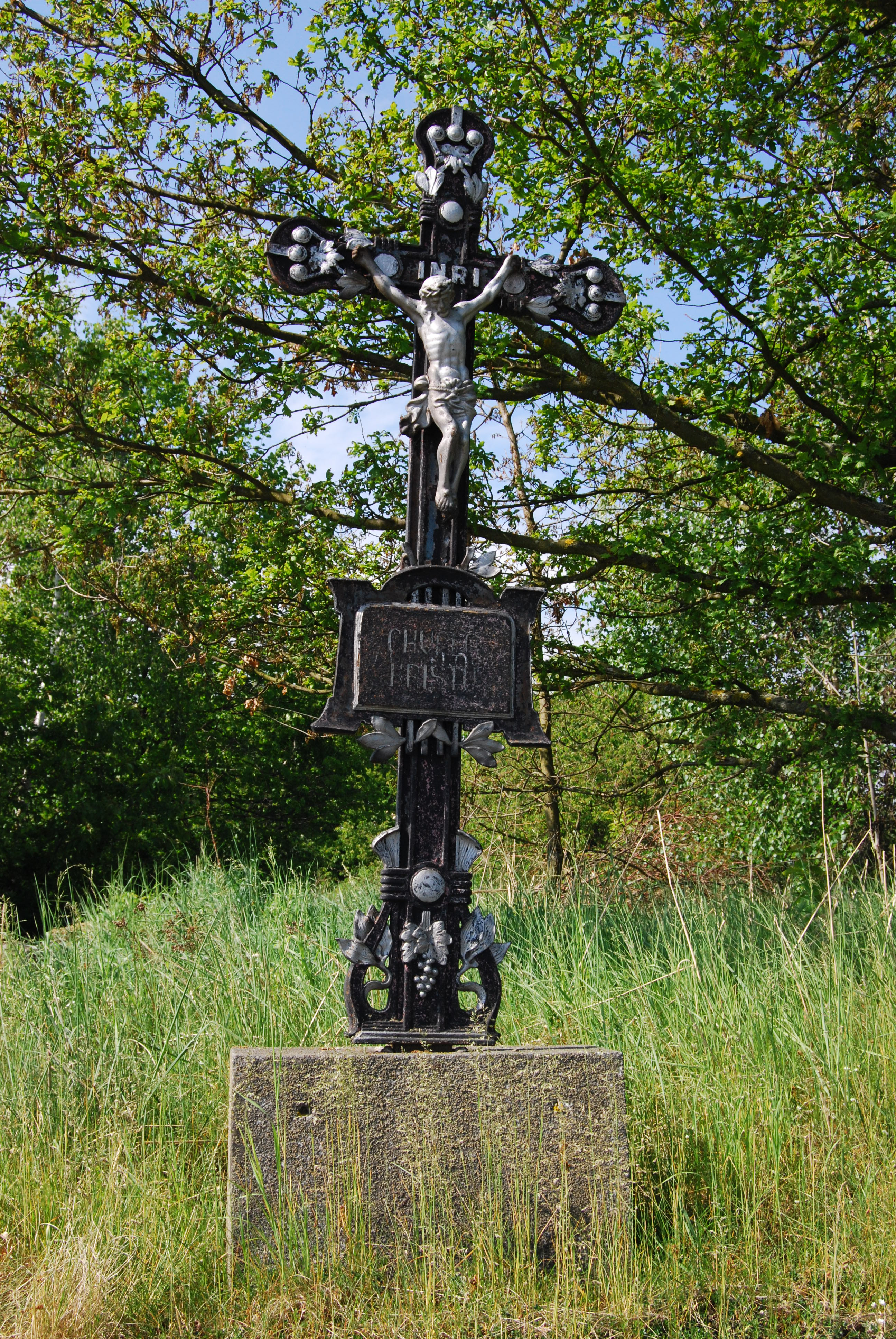
Smetanův kříž u silnice z Kovářova Do Vesce
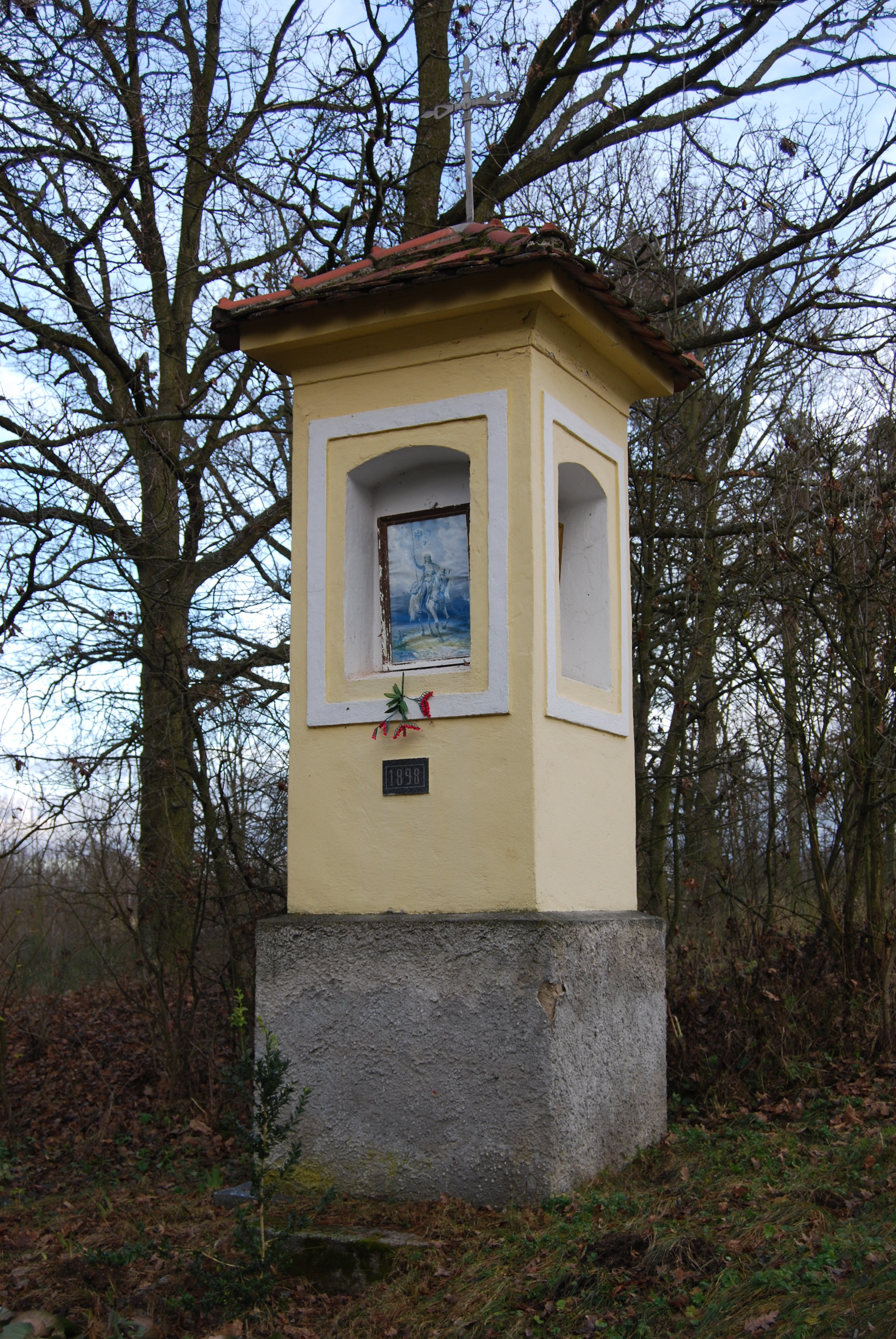
Boží muka z roku 1898
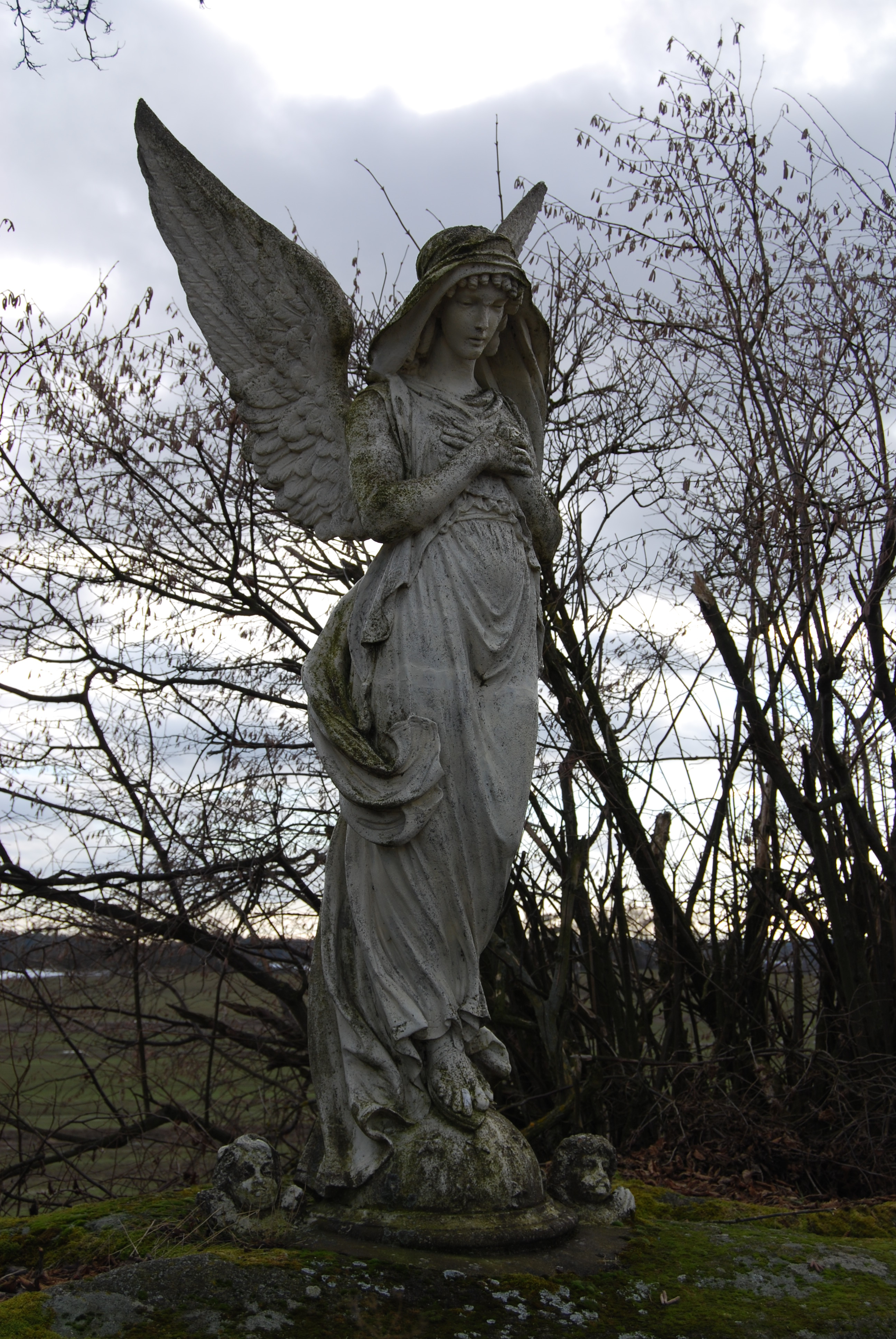
Socha anděla mezi Vescem a Kovářovem
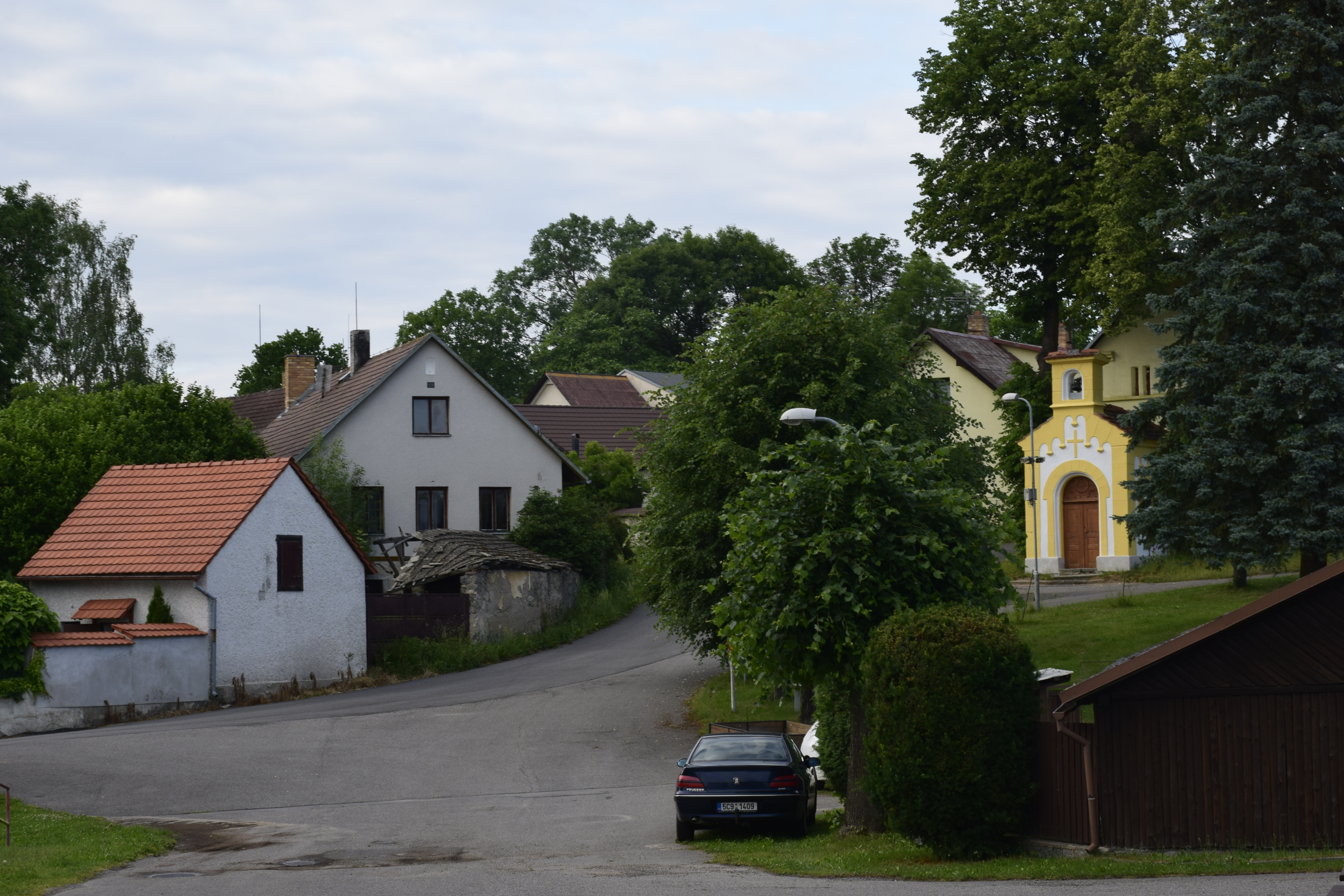
Náves
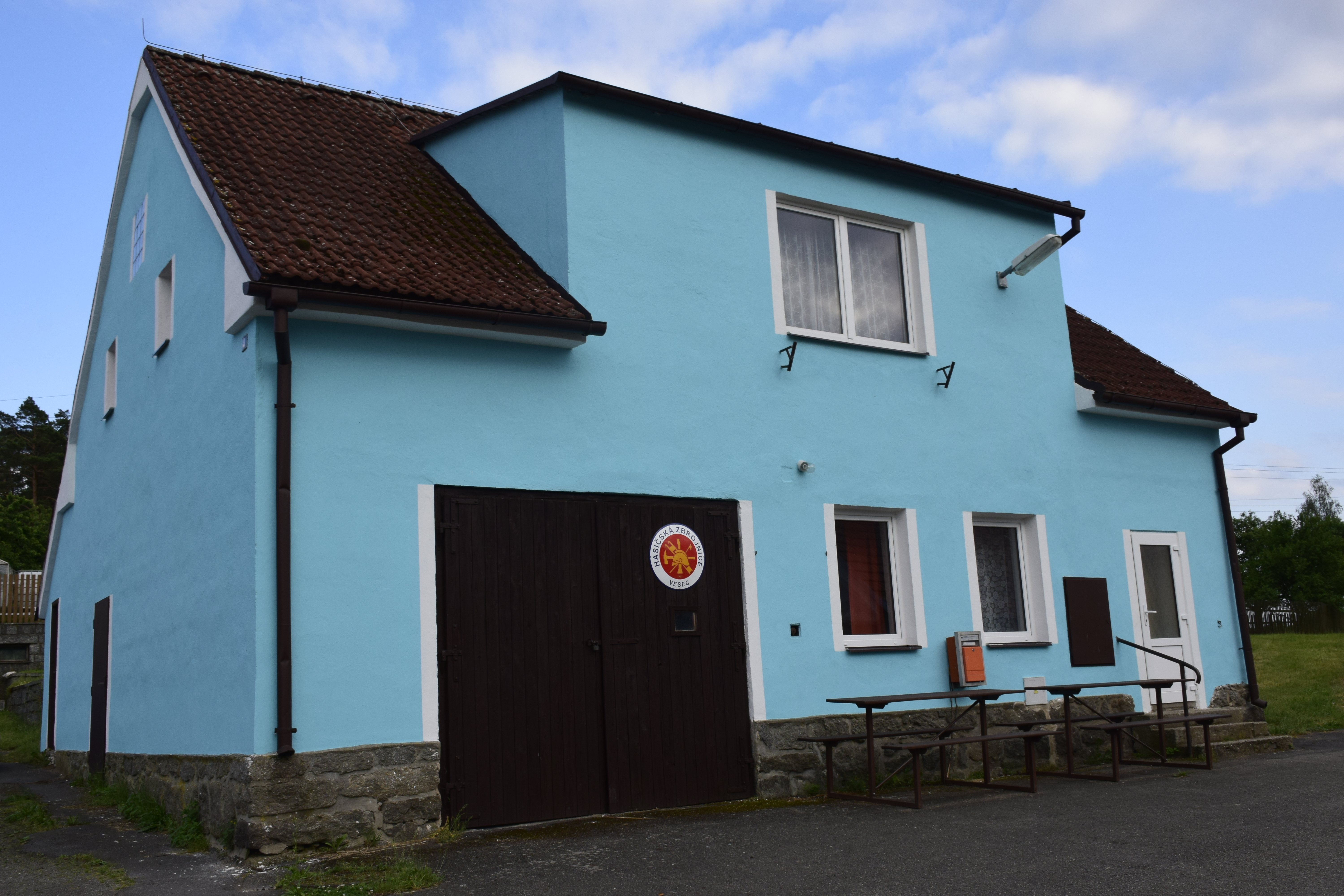
Požární zbrojnice
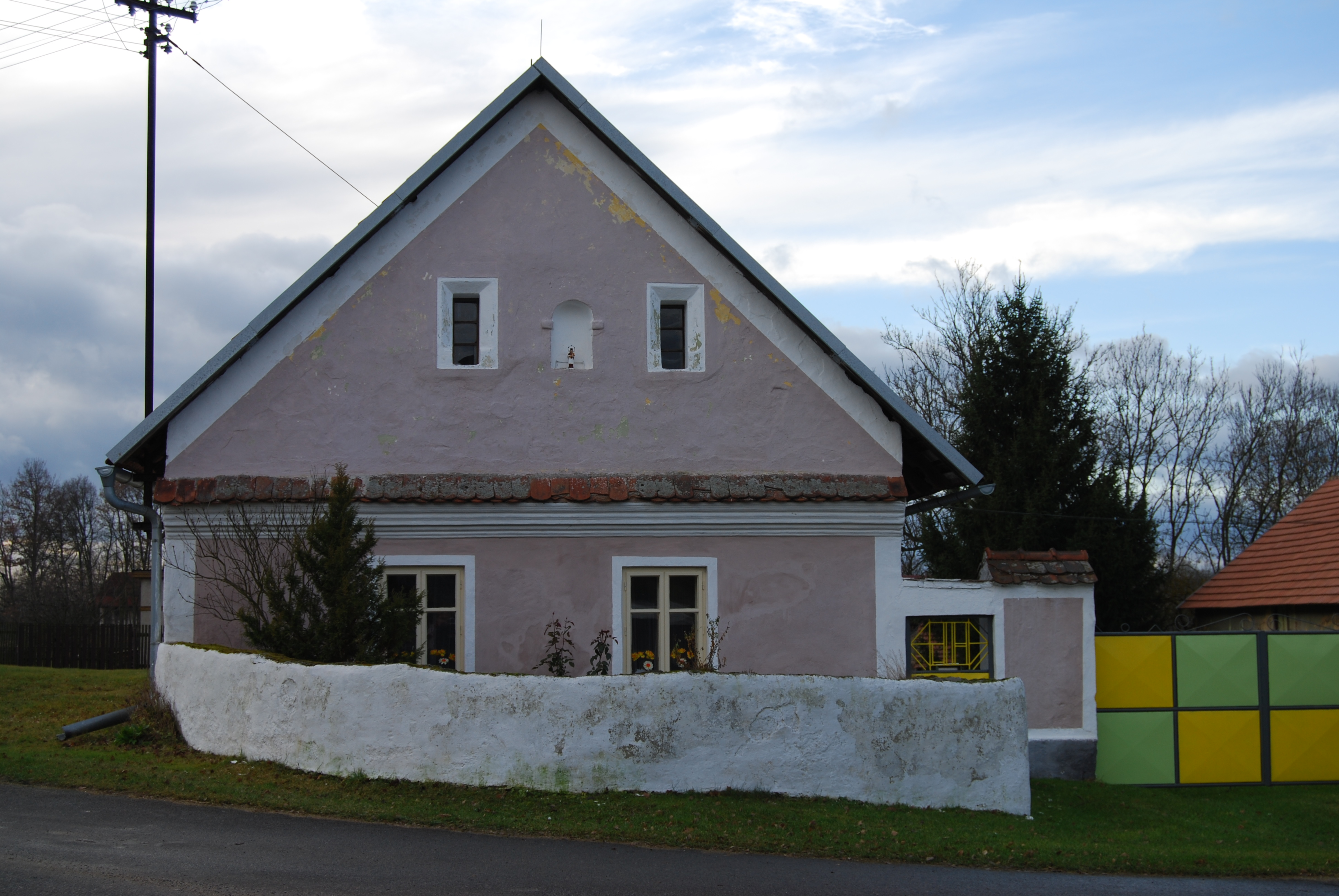
Chalupa u cesty